# Colocolo (Félin)
Leopardus colocolo colocolo
Pour les articles homonymes, voir Chat des pampas.
Ne pas confondre avec le Colocolo (marsupial), seule espèce vivante de l'ordre Microbiotheria.
Espèce
Sous-espèce
Statut de conservation UICN

 NT  : Quasi menacé
Statut CITES
Le Colocolo, également appelé Chat des pampas, est une espèce (Leopardus colocolo) de félins ou une sous-espèce (Leopardus colocolo colocolo) du Chat des pampas. Son statut taxonomique est débattu depuis les années 1990, les analyses morphologiques et génétiques donnant des résultats contradictoires. Le Colocolo est considéré tantôt comme une sous-espèce (par exemple par l'Union internationale pour la conservation de la nature (UICN)) tantôt comme une espèce (par exemple par la CITES ou Mammal Species of the World).
Plus petit qu'un chat domestique, le Colocolo possède une fourrure roussâtre à grise distinctement marqué de rayures ou de taches rappelant des rosettes de couleur brun-rouille. Le Colocolo vit au Chili dans les zones de fruticées, dans le páramo ou dans les forêts de xérophytes entre 1 800 et 4 100 m d'altitude. L'UICN classe le Chat des pampas comme quasi-menacé.

## Dénomination
Le nom scientifique est Leopardus colocolo lorsqu'il est considéré comme une espèce et Leopardus colocolo colocolo pour une sous-espèce. Des synonymes du terme Leopardus existent : Oncifelis et Lynchailurus,.

## Description
Le Colocolo est un félin petit et robuste dont le corps mesure de 56 à 67 cm de long et la queue de 29 à 32 cm. Le poids est en moyenne de 3 kg. Les deux sous-espèces se reconnaissant à leur robe différente :
- L. c. colocolo est roussâtre à gris foncé avec des rayures de couleur rouille. Les marques sont constituées de rayures sur les flancs, de deux bandes sur chaque joue et de quatre à cinq anneaux sur la queue, dont les deux dernières sont les plus foncées. Deux bandes marron foncé marquent les jambes. La poitrine porte des taches noires. L'intérieur des membres, le dessous de la queue, le ventre et la gorge sont plus clairs, dans des tons blanchâtres avec des marques rouille-ocre. L'arrière des oreilles est de couleur cannelle, avec le rebord et les pinceaux auriculaires noirs[4]
- L. c. wolffsohni ressemble à L. c. colocolo mais les flancs sont marqués de grosses taches ressemblant à des rosettes, de couleur roux-brun avec le bord plus foncé. L'arrière des oreilles est de couleur grisâtre avec une petite marque ronde de couleur grise. La queue est rayée de huit anneaux brun-rouge. Les marques sur les jambes et sur les parties internes du corps sont plus sombres que chez L. c. colocolo, presque noires[4].

Le Colocolo est plus grand que le Chat du Pantanal et sa robe est différente. Le Chat des pampas (L. pajeros) peut être de la même taille que le Colocolo et partager une robe similaire à L. c. wolffsohni.

## Comportement
Les connaissances sur le Colocolo sont très faibles. On pense qu'il chasse des petits mammifères et des petits oiseaux. Le Cochon d'Inde composerait la majorité de son alimentation avec les rongeurs comme la Viscache et les Tinamous.

## Taxonomie

### Leopardus: la lignée des ocelots
Arbre phylogénétique du genre Leopardus
|  | Leopardus wiedii - Margay   |
|  |                             |
|  | Leopardus pardalis - Ocelot |
|  |                             |

|  | Leopardus jacobita - Chat des Andes  |
|  |                                      |
|  | Leopardus colocolo - Chat des Pampas |
|  |                                      |

|  | Leopardus tigrinus - Oncille (Chat-tigre) |
|  |                                           |
|  | Leopardus guigna - Guigna (Chat du Chili) |
|  |                                           |
|  | Leopardus geoffroyi - Chat de Geoffroy    |
|  |                                           |

|  | Leopardus jacobita - Chat des Andes  |
|  |                                      |
|  | Leopardus colocolo - Chat des Pampas |
|  |                                      |

|  | Leopardus tigrinus - Oncille (Chat-tigre) |
|  |                                           |
|  | Leopardus guigna - Guigna (Chat du Chili) |
|  |                                           |
|  | Leopardus geoffroyi - Chat de Geoffroy    |
|  |                                           |

|  | Leopardus wiedii - Margay   |
|  |                             |
|  | Leopardus pardalis - Ocelot |
|  |                             |

|  | Leopardus jacobita - Chat des Andes  |
|  |                                      |
|  | Leopardus colocolo - Chat des Pampas |
|  |                                      |

|  | Leopardus tigrinus - Oncille (Chat-tigre) |
|  |                                           |
|  | Leopardus guigna - Guigna (Chat du Chili) |
|  |                                           |
|  | Leopardus geoffroyi - Chat de Geoffroy    |
|  |                                           |

|  | Leopardus jacobita - Chat des Andes  |
|  |                                      |
|  | Leopardus colocolo - Chat des Pampas |
|  |                                      |

|  | Leopardus tigrinus - Oncille (Chat-tigre) |
|  |                                           |
|  | Leopardus guigna - Guigna (Chat du Chili) |
|  |                                           |
|  | Leopardus geoffroyi - Chat de Geoffroy    |
|  |                                           |

La phylogénie s'est longtemps basée sur l'étude des fossiles d'un animal afin de préciser l'apparition et l'évolution d'une espèce. La phylogénie moderne s'appuie essentiellement sur les analyses génétiques en raison du nombre peu important de fossiles de félins. Le premier félin est apparu il y a onze millions d'années.
Les félins ont divergé en huit lignées distinctes. La lignée des ocelots, correspondant au genre Leopardus est la quatrième  par ordre de divergence. Il y a neuf millions d'années, les félins migrent pour la première fois vers le continent américain en passant par la Béringie,.
Le niveau des océans remontent à nouveau au cours du Miocène, et les précurseurs des lignées de l'ocelot, du lynx et du puma se trouvent isolés des populations du vieux continent. La lignée de l'ocelot commence à diverger il y a huit millions d'années. Elle se distingue notamment par un nombre de chromosomes différents de celui des autres lignées : 36 chromosomes au lieu de 38. Durant le Pliocène, il y a deux à trois millions d'années, le niveau des océans baisse à nouveau : l'isthme de Panama émerge et permet aux félins, et notamment à la lignée de l'ocelot, de conquérir l'Amérique du Sud. La diversification en espèces s'opère durant cette période et le dernier ancêtre commun du genre Leopardus est daté d'il y a 2,9 millions d'années.

### Le cas du Chat des pampas

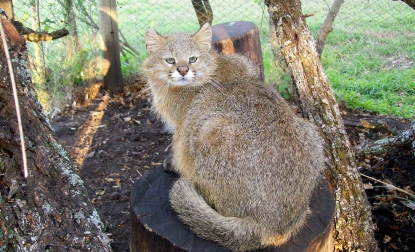
Un Chat des pampas dont la subdivision en espèce ou sous-espèces est encore très débattue.

La classification du Chat des pampas (Leopardus colocolo), et donc du Colocolo qui en découle, est encore fortement débattue. Dans les années 1990, des études morphologiques, basées sur la couleur et le patron du pelage, des mesures crâniennes et l'observation de l'habitat tendent vers la séparation de l'espèce en trois espèces distinctes : Leopardus braccatus (Cope, 1889), Leopardus pajeros et Leopardus colocolo,.
Les études génétiques n'ont pas validé cette hypothèse, amenant certaines autorités et notamment l'Union internationale pour la conservation de la nature à considérer le Colocolo comme une sous-espèce en attendant que de nouvelles études puissent valider définitivement ce statut taxonomique, d'autres pensant qu'il s'agit « quasiment d'une espèce distincte » et la validité des études génétiques est discutée.

### Sous-espèces
Lorsque le Colocolo est considéré comme une espèce englobant Leopardus pajeros et Leopardus braccatus, huit sous-espèces sont reconnues :
- Leopardus colocolo braccatus - Brésil, nord de l'Argentine.
- Leopardus colocolo budini, Argentine
- Leopardus colocolo, Centre du Chili
- Leopardus colocolo crespoi, nord-ouest du Chili
- Leopardus colocolo garieppi, Pérou, Équateur, Bolivie
- Leopardus colocolo munoai, Uruguay
- Leopardus colocolo pajeros, Argentine, Chili
- Leopardus colocolo thomasi, Équateur

Lorsque le Colocolo est considéré comme une espèce séparée, deux sous-espèces sont reconnues :
- Leopardus colocolo colocolo (Molina, 1782) – Province du Valparaiso[9],[10].
- Leopardus colocolo wolffsohni (García-Perea, 1994)[9],[10].

## Distribution et habitat

Aire de répartition du Chat des pampas en tant qu'espèce unique (en rose) et aire de répartition théorique du Colocolo (en rouge).

La sous-espèce L. c. wolffsohni vit au nord du Chili, dans les zones de fruticées et le páramo. Les spécimens étudiés ont été capturés entre 2 000 et 4 100 m d'altitude. La seconde sous-espèce, L. c. colocolo, se trouve au centre du Chilie, dans les forêts subtropicales de Xérophytes pour des altitudes de  1 800 m
L'Union internationale pour la conservation de la nature considère le Chat des Pampas comme une espèce unique regroupant L. colocolo, L. braccatus et L. pajeros ; elle la classe comme « quasi-menacé » (NT) en raison de la réduction importante de son habitat. La résolution du statut taxonomique du Chat des pampas est considéré comme un point important pour la sauvegarde de ces félins. La CITES le liste en annexe II.